# Pau Viciano Navarro
Pau Viciano Navarro (Castelló de la Plana, 1963) és un historiador valencià, doctor en Història Medieval per la Universitat de València des de 1989 i membre del consell de redacció de la revista L'Espill. S'ha especialitzat en l'estudi de la fiscalitat reial, la fiscalitat i les finances municipals, i l'oligarquia urbana dirigent de la vila de Castelló de la Plana entre els segles xiv i xv. El 1995 va guanyar el Premi Joan Fuster d'assaig. En 2009 va guanyar el XXVI Premi Ferran Soldevila de la Fundació Congrés de Cultura Catalana amb l'assaig Els peus que calciguen la terra: els llauradors del País Valencià a la fi de l'Edat Mitjana.
En 2017 va publicar Per què Fuster tenia raó on reivindica el llegat de Joan Fuster i Ortells. També va organitzar la conferència L'assaig fusterià com a crítica de l'academicisme, a l'Aula Magna de la Universitat de València.

## Obres
- La temptació de la memòria (1995)
- L'edat mitjana en la crònica de Gaspar Escolano (2000) a Recerques.
- Els cofres del rei. Rendes i gestors de la batllia de Castelló (1366-1500) (2000)
- Sobre la nació de Fuster.: Revisions intel·lectuals i actituds polítiques (2002) a Afers.
- Des de temps immemorials (2003)
- Pierre Vilar i el País Valencià: un apunt provisional (2004) a L'Espill
- El regne perdut. Quatre historiadors a la recerca de la identitat valenciana (2005)
- Senyors, camperols i mercaders (2007)
- Regir la cosa pública: Prohoms i poder local a la vila de Castelló (segles .XIV-XV) (2008)
- Barres i corones. La bandera de la ciutat de València (segles XIV-XIX). Ed. Afers, 2008. ISBN 978-84-95916-99-0
- Per què Fuster tenia raó. Ed. Tres i Quatre (2017)
- Més enllà de la senyoria. Mercat i impostos a la Plana de Castelló (segles XIV-XV) (2018)